# 57th Street (Sixth Avenue Line)
57th Street is een station van de metro van New York aan de Sixth Avenue Line in Manhattan. Het station is geopend in 1968. De lijn  maakt gebruik van dit station.
 ·  ·  ·  ·  ·  ·  ·  ·  · 